# Cosmorhoe suffumata
Cosmorhoe suffumata är en fjärilsart som beskrevs av Hübner sensu Leech 1897. Cosmorhoe suffumata ingår i släktet Cosmorhoe och familjen mätare. Inga underarter finns listade i Catalogue of Life.